# FK Leotar Trebinje
FK Leotar Trebinje (Servisch: ФК Леотар) is een Servisch-Bosnische voetbalclub uit Trebinje.
De club werd in 1925 opgericht maar had nooit succes in het Joegoslavische tijdperk. Na de onafhankelijk werden club van de Servische Republiek niet toegelaten tot de Bosnische competitie. Er was een eigen competitie, maar die werd niet erkend door de UEFA en is dus niet officieel. In 2002 werd de club kampioen. Het volgende seizoen werden alle clubs uit Bosnië tot de competitie toegelaten en Leotar werd ook hier kampioen. In 2004 werd de club nog 4de maar in 2005 ontsnapte Leotar net aan de degradatie. Het volgende seizoen eindigde Leotar 9de op 16 clubs. In het seizoen 2013/14 eindigde Leotar als laatste in de Premijer Liga en degradeerde naar het 2e niveau.

## Erelijst
- Landskampioen

2003

## Leotar in Europa
#Q = #kwalificatieronde, T/U = Thuis/Uit, W = Wedstrijd, PUC = punten UEFA coëfficiënten .
Uitslagen vanuit gezichtspunt FK Leotar
| Seizoen | Competitie       | Ronde | Land               | Club            | Totaalscore | 1e W    | 2e W    | PUC |
| ------- | ---------------- | ----- | ------------------ | --------------- | ----------- | ------- | ------- | --- |
| 2003/04 | Champions League | 1Q    | Vlag van Luxemburg | CS Grevenmacher | 2-0         | 0-0 (U) | 2-0 (T) | 1.5 |
|         |                  | 2Q    | Vlag van Tsjechië  | Slavia Praag    | 1-4         | 1-2 (T) | 0-2 (U) | 1.5 |

Totaal aantal punten voor UEFA coëfficiënten: 1.5
Zie ook
- Deelnemers UEFA-toernooien Bosnië en Herzegovina
- Ranglijst van alle clubs die in de diverse Europa Cups zijn uitgekomen

BSK Banja Luka ·
Borac Kozarska Dubica ·
Drina HE Višegrad · 
Drina Zvornik ·
FK Famos Vojkovići ·
Kozara Gradiška ·
Laktaši · 
Leotar Trebinje ·
Ljubić Prnjavor ·
Romanija ·
Rudar Prijedor ·
Slavija · 
Sloboda Mrkonjić Grad ·
Sloboda Novi Grad ·
Sutjeska Foča ·
Velež Nevesinje ·
Željezničar Banja Luka ·
Zvijezda 09